# Anomaloglossus degranvillei
Espèce
Synonymes
- Colostethus degranvillei Lescure, 1975

Statut de conservation UICN

 CR  : 
En danger critique
Anomaloglossus degranvillei est une espèce d'amphibiens de la famille des Aromobatidae.

## Répartition
Cette espèce est endémique du centre de la Guyane, ou elle n'est connue que de deux localités : Les pentes du mont Atachi-Bakka et du mont Galbao.

## Biologie
Cette espèce est inféodée aux petits cours d'eau et torrents d'altitude. Les mâles portent les têtards jusqu'à la métamorphose en imago. Elle est terrestre et diurne. 

## Taxonomie
Cette espèce a été découverte en 1971 par Jean-Jacques de Granville au pied des monts Atachi-bakka, au sud de Maripasoula. Alors qu'elle était supposée largement répandue en Guyane et dans les pays voisins, la révision de ce taxon en 2018 a révélé qu'il s'agissait d'un complexe d'espèces. Anomaloglossus degranvillei est donc circonscrite aux massifs du centre de la Guyane. Deux autres espèces proches ont alors été décrites, Anomaloglossus blanci et Anomaloglossus dewynteri, toutes deux également endémiques de la Guyane.

## Disparition
La dernière observation de cette espèce a été effectuée en 2009. Depuis, et ce malgré plusieurs recherches, elle n'a jamais été revue. De fait, le statut UICN de cette espèce est en danger critique d'extinction. La cause de ce déclin reste à ce jour non élucidé, mais pourrais être du au champignon pathogène Batrachochytrium dendrobatidis.

## Étymologie
Cette espèce est nommée en l'honneur de Jean-Jacques de Granville.

## Publication originale
- Lescure, 1975 : Contribution à l'étude des amphibiens de Guyane Française III. Une nouvelle espèce de Colostethus (Dendrobatidae): Colostethus degranvillei nov. sp. Bulletin du Muséum National d’Histoire Naturelle, ser. 3, vol. 293, no 203, p. 413-420.